# Bentley Continental GT I
Pour les articles homonymes, voir Bentley Continental.

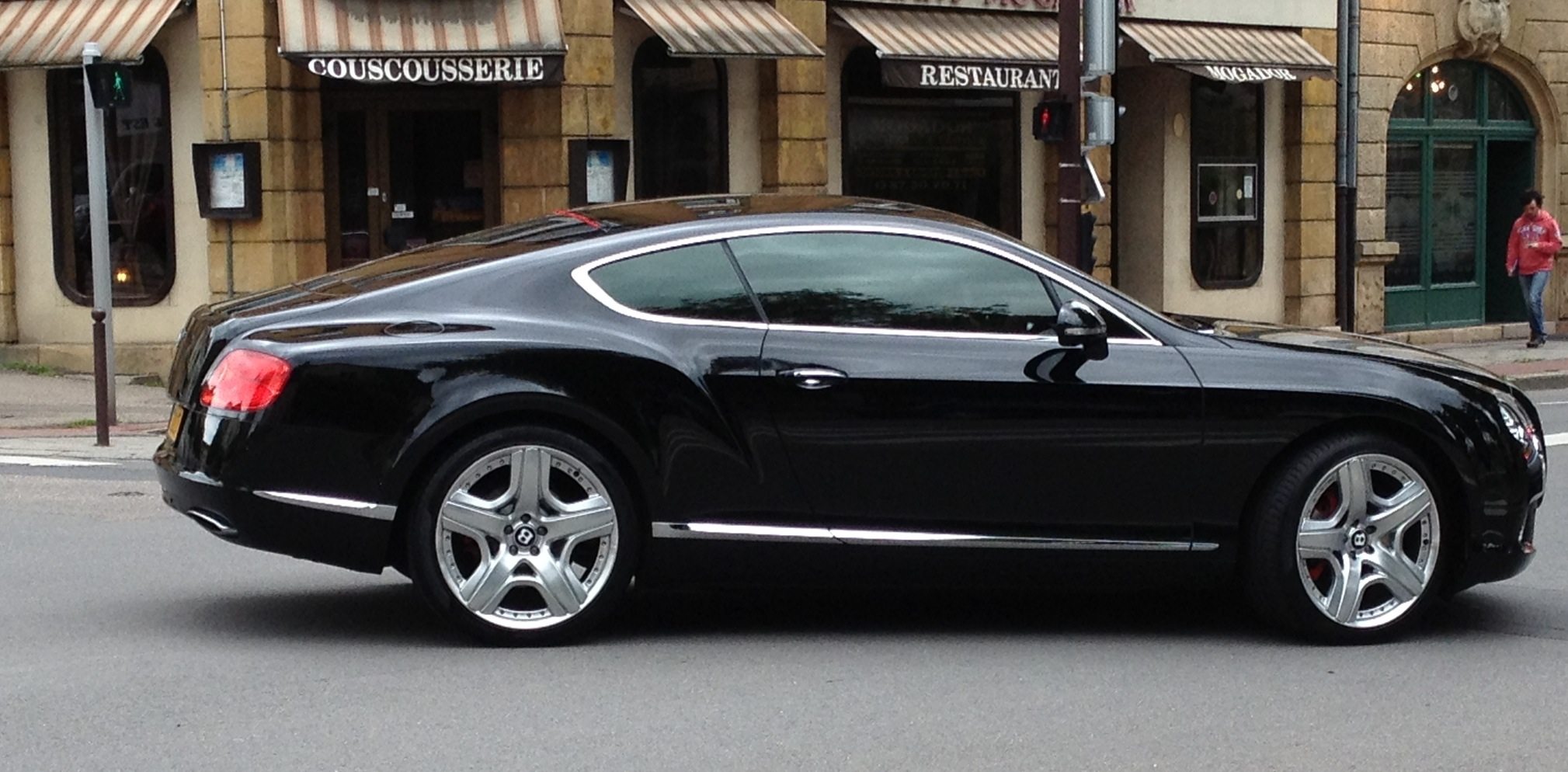
Bentley Continental GT W12.

La Bentley Continental GT est un coupé de luxe du constructeur automobile britannique Bentley, présenté en 2002 au Mondial de l'automobile de Paris. Commercialisée l'année suivante, il s'agit de la première Bentley de l'ère Volkswagen, se situant dans une gamme inférieure à celle de la Continental. Ce mastodonte de plus de 2,3 tonnes est mû par un moteur W12 de 6 L de cylindrée. Une version restylée (phase 2) est commercialisée à partir de 2012. Après 66 000 exemplaires vendus dans le monde, elle est remplacée en 2017 par la Bentley Continental GT II.

## Première version (2003-2011)
Première Bentley de l'ère Volkswagen, la Continental GT partage sa plateforme et son moteur, bien que privé de suralimentation, avec la Volkswagen Phaeton. Elle est le symbole du renouveau de la marque, bien que Dirk Van Braeckel se soit inspiré de la Bentley R Type Continental des années 1950 pour son dessin. Son poids important est dû, outre la présence d'un équipement pléthorique, à sa conception basée sur l'acier. Seuls les ouvrants sont fabriqués en aluminium.

### Continental GT Speed
La Continental GT Speed est une version plus puissante de la Bentley Continental GT, elle voit sa puissance portée de 560 à 610 ch pour un couple de 750 N m. Elle passe de 0 à 100 km/h en 4,2 secondes et sa vitesse maximale est de 331 km/h.

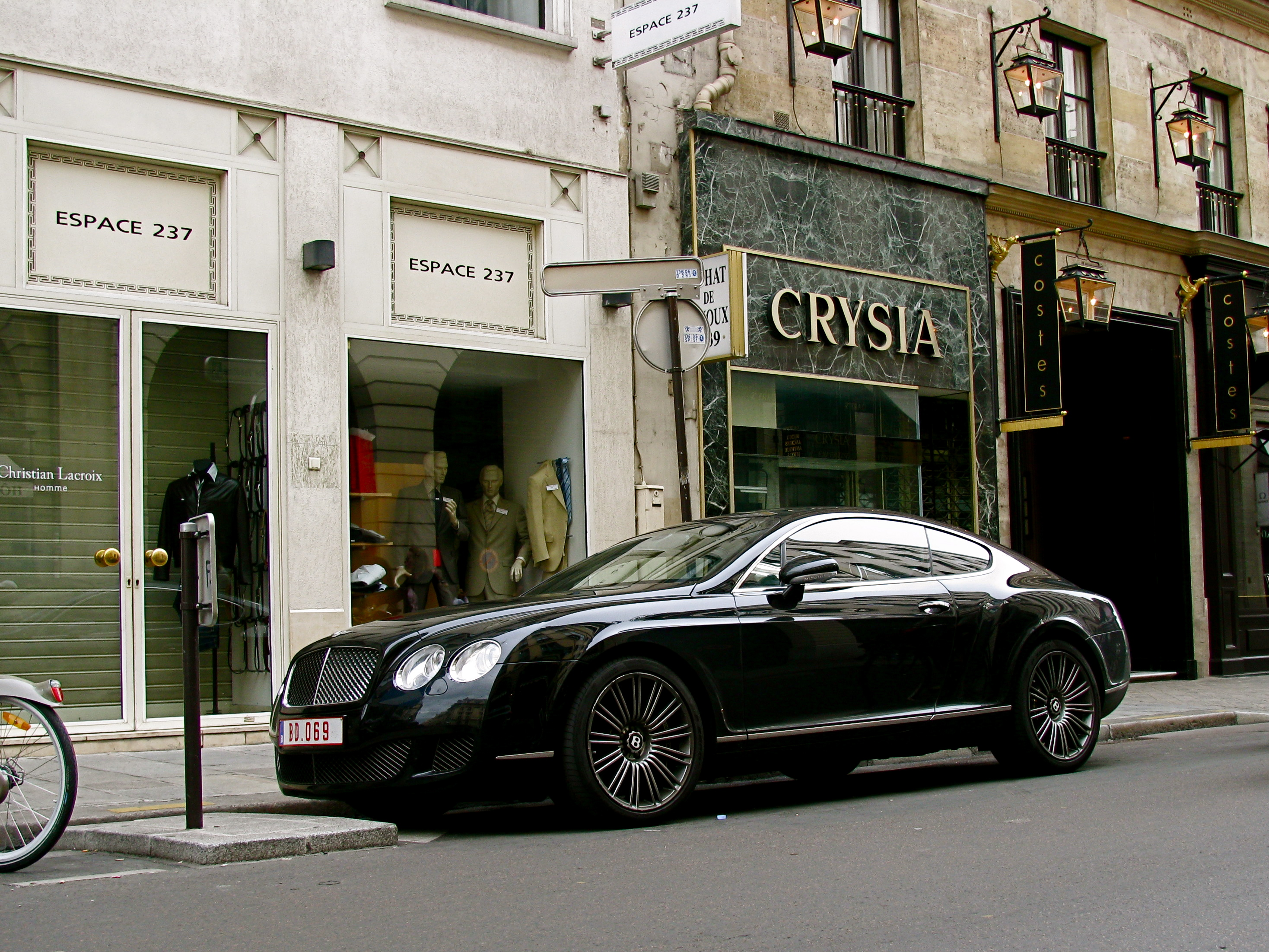
Bentley Continental GT Speed.

### Continental GTC

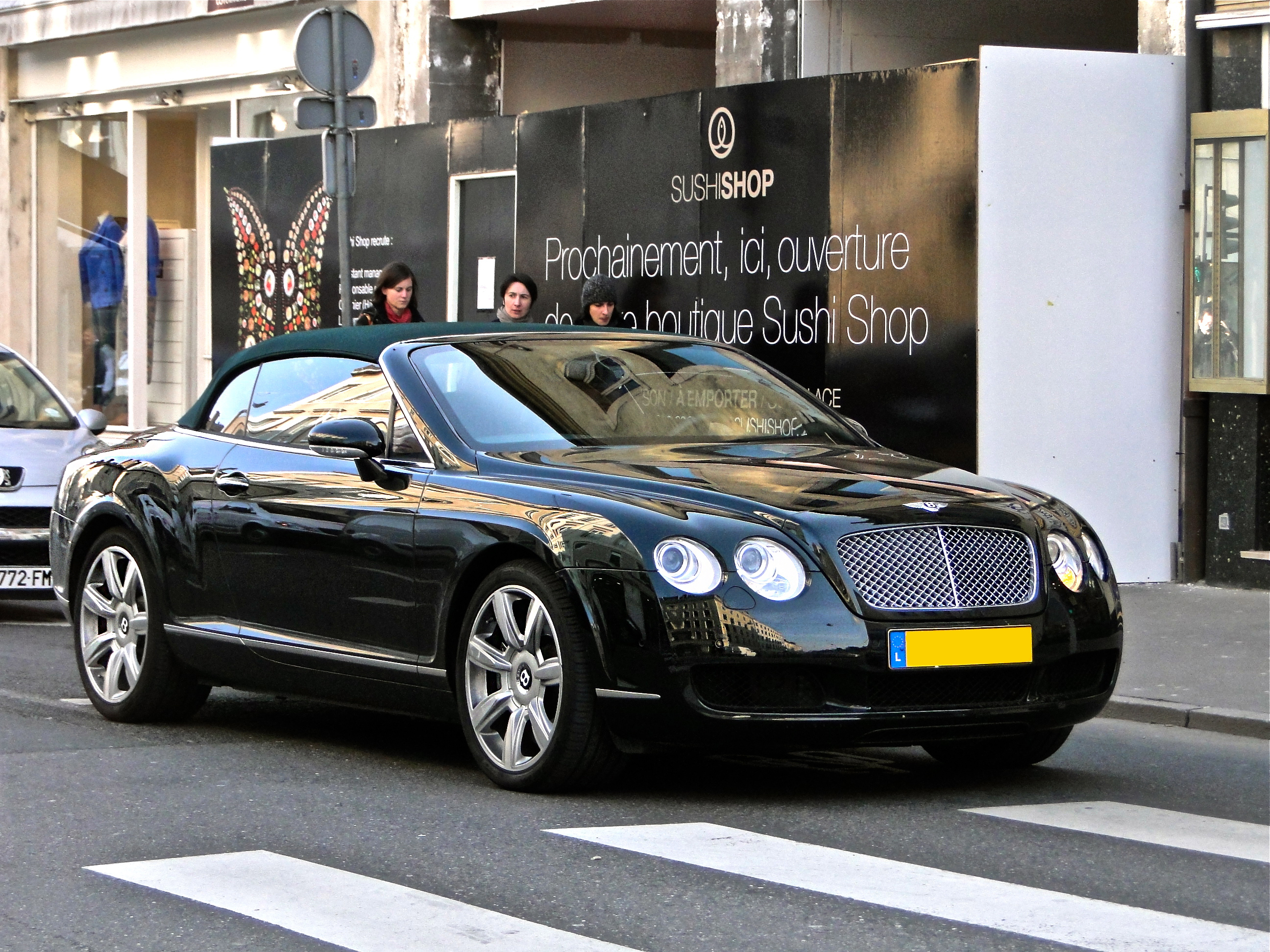
Bentley Continental GTC.

La Continental GTC est la déclinaison cabriolet de la Continental GT. La capote, constituée de trois épaisseurs de tissus, est réalisée par Karmann à Osnabrück, en Allemagne. Les renforts utilisés pour rigidifier la caisse après l'ablation du toit portent le poids du cabriolet à 2 495 kg, soit 110 de plus que le coupé.

### Supersports
La Continental Supersports est le modèle le plus performant de cette génération. En effet, le W12 est poussé à 630 ch et 800 N m. Cette Continental repose sur des voies plus larges de 5 cm et de nouvelles jantes de 20 pouces. Les éléments de carrosserie sont également revus. Elle perd ses places arrière et subit une cure d’amaigrissement, amenant le poids à 2 240 kg. Le 0 à 100 km/h est alors abattu en moins de 4 secondes, tandis que la vitesse de pointe s'élève à 329 km/h.

### Flying Spur
La Flying Spur est la variante à quatre portes de la Continental GT.

## Deuxième version (2011-2018)
Cette deuxième génération évolue timidement au point du vue stylistique. On remarquera cependant les optiques arrière affinées tandis que les phares se parent de DEL, tout comme la Mulsanne. Au chapitre technique, on pourra noter une légère évolution du W12, passant à 575 ch tandis que sa consommation diminue. Le poids de la GT de Crewe diminue également de 65 kg. Deux versions V8 sont disponibles. Une première version appelée GT V8 d'une puissance de 507 ch et une deuxième appelée GT V8 S d'une puissance de 528 ch. La version cabriolet de la Continental, nommée la Continental GTC a été commercialisée à partir de 2013.

### Finitions

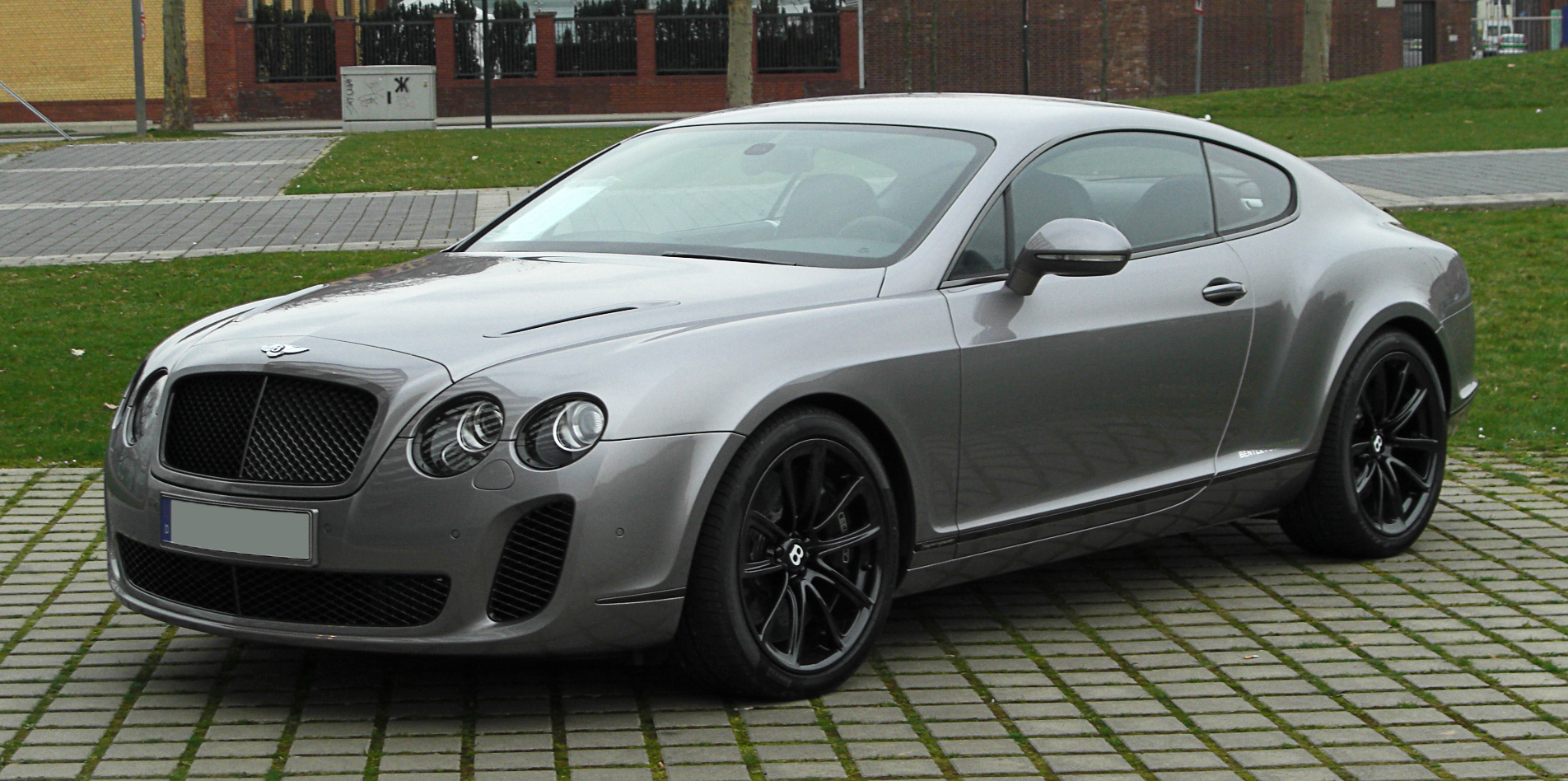
Bentley Continental GT Supersports.

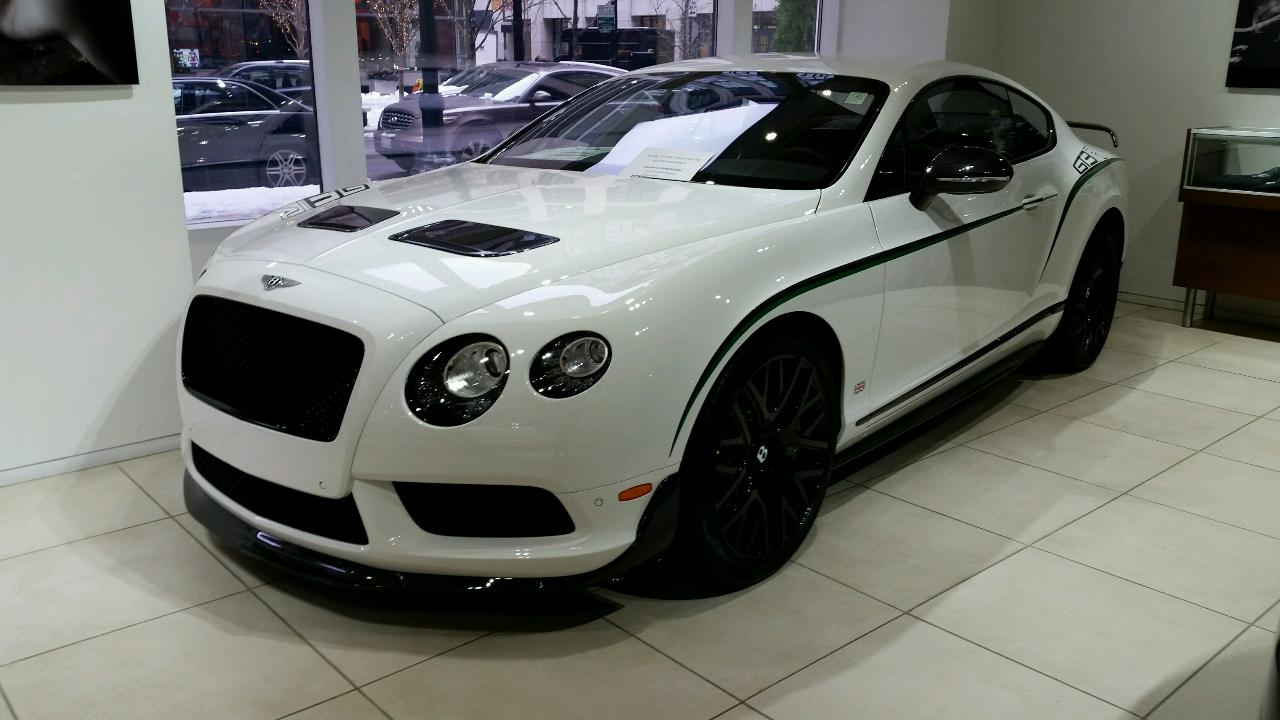
Une des 300 GT3-R.

- Supersports

### Phase II (2015-2018)
En mars 2015, à l'occasion du salon international de l'automobile de Genève 2015, toutes les déclinaisons de Continental ont eu droit à un second restylage apportant des améliorations physiques et techniques, avec notamment un nouveau bouclier avant et des ouïes en forme de B sur les ailes avant rappelant le style du SUV Bentayga. Le W12 gagne 15 chevaux passant ainsi à 590 ch pour 720 N m de couple.
Le millésime 2016 engendre le GT3-R, elle perd 100 kg pour 580 ch. Pour une vitesse de 306 km/h, elle effectue le 0 à 100 en 3,8 secondes.
En 2017 sort la SuperSport en coupé et cabriolet. Muni de 710 ch, elle effectue le 0 à 100 km/h en 3,36 s et atteint 336 km/h. Le prix neuf est de 267 000 € pour le coupé. Elle est produite à 710 exemplaires.

## Troisième génération (depuis 2018)
Une troisième génération de Bentley Continental est apparue en 2018.